# 外地 (大日本帝國)
外地（日语：／〔〕 Gaichi */?）是日本戰前（大日本帝国）的法律術語，指內地以外的統治區域，等同於屬地。狭义上專指當時的台灣、朝鮮、关东州，以及屬於國際聯盟托管地的南洋群島，這也是當時日本法律的定義。
在國際法方面，1895年甲午戰爭，大清戰敗，割讓台灣澎湖給日本；1905年日俄戰爭，俄羅斯帝國戰敗，導致之後的日韓合併。在日本統治台灣的初期曾爆發抗日運動，當時自台灣以降、乃至包含朝鮮在內的其他各日本海外屬地長官，獲授權可以因應當地情勢制定條例。然而各地制定的不同的法例又產生了和本土的國內法有衝突的問題。於是在大正七年（1918年）制定了《共通法》，以規範不同地域的身分與適用法律範圍等，「外地」的法律概念即出自於本法第一條。
因日本在二戰後喪失所有海外屬地，現代日本所稱「外地」指本國以外的地域，與過去的涵義並不相同。

## 法律上的定義
《共通法》第一條原文為：
| - 大正7年法律第39號版 - 大正12年法律第25號版                                                               |
| - 大正12年法律第25號版： 「於本法所稱地域，為內地、朝鮮、臺灣、關東州又南洋群島 ；前項之內地，包含樺太。」 |

因此，外地通常是指內地（包含樺太）以外的大日本帝國屬地，不同於「內地」一詞，並非法律上規定的用語。
「外地」一般指的是國外的領土。在日本，外地是指日本固有領土以外的、從日清戰爭結束後開始新獲得或統治的地區。具體而言，按照獲得的年代順序包括以下地區：
- 1895年：臺灣
- 1905年：樺太 1943年編入內地，在此之前的處理型態為準內地
- 1905年：關東州 - 租借地
- 1910年：朝鮮
- 1919年：南洋群岛 - 國際聯盟託管地

## 廣義的日本帝國外地
在第二次世界大戰期間，日本军實行军事占领而獲得的領土，如滿洲國；或日本在中國本部的租界、蒙疆聯合自治政府等非由日本直接統治的地區，於過去日方內部文書中也稱為外地。